# Facundo Munilla
Pas d'image ? Cliquez ici

a Compétitions nationales et continentales officielles uniquement.

b Matchs officiels uniquement.
Dernière mise à jour le 18 mars 2025.
Facundo Munilla Lo Duca, né le 16 mai 1995, est un joueur hispano-argentin de rugby à XV qui évolue au poste de demi de mêlée. Il est le frère de Tomás Munilla.

## Biographie
Facundo Munilla naît à Buenos Aires en 1995, et arrive jeune en Espagne. Il joue alors au sein du club local de Marbella, puis rejoint à ses 18 ans le centre de formation du RC Toulon. C'est lors de sa présence au sein du centre de formation du RC Toulon qu'il découvre le niveau international, étant appelé pour participer à la Tbilissi Cup en 2014. 
Après deux saisons en Espoirs à Toulon, il rejoint l'académie de Provence Rugby en 2015. Il ne restera qu'une saison en Provence, retournant en Espagne au sein du Club Alcobendas pour commencer sa carrière senior, afin d'être le demi de mêlée titulaire du club. Ce sera chose faîte, avec 61 titularisations en trois ans et demi. Il quitte alors le club pour tenter l'aventure professionnelle en Amérique du Sud, rejoignant la franchise des Olimpia Lions en Súperliga Americana de Rugby. Mais l'aventure tournera court à cause de la pandémie de Covid-19, et il ne pourra jouer qu'un seul match. Il retourne alors en France, et rejoint l'Olympique marcquois, récent promu en Fédérale 1.
De nouveau, la saison s'interrompt à cause de la pandémie de Covid-19. Disponible, il rentre en Espagne où le championnat se déroule, et signe comme joker médical au sein d'El Salvador Rugby pour la fin de saison, ainsi qu'un engagement en vue de la saison suivante. En 2021-2022, il est aussi inclus à l'effectif des Castilla y León Iberians.

## Statistiques

### En club
| 2016-2017 | Club Alcobendas     | 18 | 40  |
| 2017-2018 | Club Alcobendas     | 20 | 30  |
| 2018-2019 | Club Alcobendas     | 18 | 20  |
| 2019      | Club Alcobendas     | 6  | 10  |
| 2020      | Olimpia Lions       | 1  | 0   |
| 2020-2021 | Olympique marcquois | 3  | 0   |
| 2016-2021 | Total               | 66 | 100 |

### En sélection
| Année | Compétition            | Matchs | Points | Essais | Transf. | Drops | Pénal. |
| ----- | ---------------------- | ------ | ------ | ------ | ------- | ----- | ------ |
| 2014  | Tbilissi Cup           | 3      | -      | -      | -       | -     | -      |
| 2015  | ENC 1A 2014-2016       | 1      | -      | -      | -       | -     | -      |
| 2015  | Coupe des Nations 2015 | 3      | -      | -      | -       | -     | -      |
| 2015  | Test                   | 1      | -      | -      | -       | -     | -      |
| 2016  | Coupe des Nations 2016 | 3      | 5      | 1      | -       | -     | -      |
| 2016  | Test                   | 1      | -      | -      | -       | -     | -      |
| 2018  | Tests matchs           | 2      | -      | -      | -       | -     | -      |
| 2019  | REC 2019               | 4      | -      | -      | -       | -     | -      |
| 2019  | Tests matchs           | 4      | 15     | 3      | -       | -     | -      |
| 2020  | Tests matchs           | 2      | -      | -      | -       | -     | -      |
| 2021  | REC 2020               | 1      | -      | -      | -       | -     | -      |
| 2021  | Tests matchs           | 1      | -      | -      | -       | -     | -      |
| 2021  | REC 2021               | 1      | 2      | -      | 1       | -     | -      |
| 2022  | Tests matchs           | 1      | -      | -      | -       | -     | -      |
| 2023  | REC 2023               | 2      | -      | -      | -       | -     | -      |
| 2025  | REC 2025               | 2      | -      | -      | -       | -     | -      |
| Total | Total                  | 32     | 22     | 4      | 1       | -     | -      |

| Essai | Adversaire | Lieu                            | Compétition                          | Date         | Résultat | Score |
| ----- | ---------- | ------------------------------- | ------------------------------------ | ------------ | -------- | ----- |
| 1     | Namibie    | Stade Arcul de Triumf, Bucarest | Coupe des nations de rugby à XV 2016 | 13 juin 2016 | Défaite  | 34-32 |
| 1     | Brésil     | Stade José Liberatti, Osasco    | Test match                           | 8 juin 2019  | Victoire | 16-22 |
| 2     | Uruguay    | Stade Charrúa, Montevideo       | Test match                           | 22 juin 2019 | Victoire | 21-41 |